# Mary Adelaide af Cambridge
Prinsesse Mary Adelaide af Cambridge (1833-1897) var et medlem af det udvidede britiske kongehus. Hun var sønnedatter af kong Georg 3. af Storbritannien, kusine til dronning Victoria af Storbritannien, mor til dronning Mary af Teck (gift med kong Georg 5. af Storbritannien), mormor til Edvard 8. af Storbritannien og Georg 6. af Storbritannien samt oldemor til Elizabeth 2. af Storbritannien. 

## Familie
Mary Adelaide af Cambridge blev gift med den titulære tysk–ungarske hertug Franz af Teck. 
De blev forældre til Mary af Teck (1867–1953), der blev gift med kong Georg 5. af Storbritannien. Mary var britisk dronning i 1910–1936. De blev også forældre til Francis af Teck (1870–1910) og til Alexander Cambridge af Teck, 1. jarl af Athlone. 
De blev bedsteforældre til Edward 8. af Storbritannien, Georg 6. af Storbritannien, Mary, Princess Royal og grevinde af Harewood, Henry, hertug af Gloucester, George, hertug af Kent (gift med Marina af Grækenland og Danmark), Lord Frederick Cambridge, Lady May Abel Smith, Rupert Cambridge, vicegreve Trematon samt oldeforældre til Elizabeth 2. af Storbritannien, Prinsesse Margaret, grevinde af Snowdon, George Lascelles, 7. jarl af Harewood, Gerald David Lascelles, Richard, hertug af Gloucester (gift den danskfødte Birgitte Eva Henriksen), Prins Edward, hertug af Kent, Prinsesse Alexandra, lady Ogilvy, Prins Michael af Kent og Anne Liddell-Grainger (mor til den konservative politiker Ian Liddell-Grainger).   